# Carlos Romeu
Carlos Romeu Müller, conocido como Romeu (Barcelona, 17 de mayo de 1948-Madrid, 24 de julio de 2021), fue un artista; escritor y dibujante —pero también escultor, pintor, serigrafista, etc.— principalmente conocido como historietista del humor gráfico español. Su personaje más conocido, Miguelito, ocupó página en el suplemento semanal de El País durante treinta y tres años, y temporadas de viñeta en el diario. Asimismo, publicó libros infantiles ilustrados y de diversas temáticas, incluida una autobiografía.

## Biografía
De madre francesa y padre español, empresario textil, se formó inicialmente en colegio religioso de los escolapios, de donde fue expulsado por su rebeldía y malas notas. Terminó bachillerato, estudió comercio y, temporalmente, artes y oficios. 
Durante su juventud se ocupó en los más diversos trabajos para tener margen económico personal: pesebrista, ayudante de coraleros en la costa durante los veraneos de su familia, calderero, ayudante de luminotecnia, rotulista, falsificador de románico para turistas... y así fue dibujando, grabando, trabajando plata y pintando óleos. 
Su primera exposición, en 1967, la realizó en el Bar Taita y allí vendió sus primeros nueve dibujos. En 1969, expone óleos en un hotel y joyas en una librería, ambas muestras con éxito. 
En 1970, fue llamado a filas en España y en Francia —tenía los dos pasaportes— y por decisión paterna renunció a la nacionalidad francesa, siendo alistado en el primer reemplazo del año y cumpliendo servicio militar en Zaragoza. 
Licenciado y volviendo a frecuentar como ciudadano libre bares y librerías, en 1971 le presentaron a Luis Vigil, editor de la revista de ciencia ficción Nueva Dimensión, y tras enseñarle el cómic "Caperucita Roja Underground" lo publicó y le abrió en 1972 las puertas de la revista Fotogramas,  donde el editor tenía sección.  
También dibujadó en las revistas: Bocaccio, Por Favor, Charlie Mensuel, Triunfo (España), Interviú, Playboy, Muy Interesante o National Show. Juntamente con Tom dirigió el semanario Mata Ratos, y fueron miembros fundadores de la revista El Jueves. También escribió guiones para TV3 (Tres i l'astròleg o Filiprim). 
Creó el famoso personaje Miguelito, y dibujó para el diario El País desde el primer número, editado en 1976, hasta el 31 de diciembre de 2009. En junio de 2009, una viñeta de Romeu que hacía referencia al incumplimiento de leyes internacionales por parte del estado israelita provocó que la Embajada de Israel, la American Jewish Committee, y varios senadores estadounidenses criticaran al diario por permitir lo que consideraban un acto antisemita repetido por el mismo dibujante y por segundo año consecutivo. A principios de 2011, fue despedido del diario.
Al inicio de 2015, tradujo al español el número 1178 del semanario satírico francés Charlie Hebdo, número que conmemoraba el atentado contra la revista que se produjo una semana antes y en el que murieron 12 personas, 5 de ellos eran dibujantes de la revista.